# Caridad Hierrezuelo
Caridad Hierrezuelo (El Caney, 10 de agosto de 1924 - La Habana, 6 de febrero de 2009)   fue una cantante popular cubana.

## Trayectoria
Su carrera comenzó en 1947 como integrante del Trío Baraguá, y posteriormente del Conjunto Beltrán, hasta que en 1950 decidió cantar como solista.
Fue principalmente una cantante del estilo guaracha, es decir, una guarachera y de hecho era conocida como la Guarachera de Cuba.
Caridad realizó una gira por Perú con Los Van Van,  también actuó en Madrid (España) en la Sala Clamores.  Más tarde se trasladó a Alemania y apareció tanto en la Expo 2000 en Hannover como en la Feria de Popkomm, Colonia.  
Era hermana de Lorenzo Hierrezuelo y Rey Caney, dos famosos trovadores. 
Residía en Santiago de Cuba.
A su muerte fue sepultada en la Necrópolis de Colón de La Habana.